# Афленц-Курорт
Афленц-Курорт (нім. Aflenz Kurort) — ярмаркова комуна  (нім. Marktgemeinde)  в Австрії, у федеральній землі Штирія.
Входить до складу округу Брук-Мюрццушлаг. Населення становить 1,001 осіб (станом на 31 грудня 2013 року). Займає площу 16 км².

## Історія
Перша згадка про населений пункт під назвою «Avelniz» датується 1025 роком.
До заснування міста, його землями володіли абати монастиря Санкт-Ламбрехт. Територія нинішнього Афленц-Курорту також була частиною герцогства Штирії, що відокремилося від Баварії у 1180 році. У 1192 році Штирія і Австрія об'єдналися в династичну унію.
1458 року Афленц отримав статус торгового міста, який йому подарував імператор Фрідріх III.

## Герб
Щит розділений на дві частини, на лівій стороні щита знаходиться срібний жезл єпископа на синьому тлі, а на правій стороні синій ключ на сріблному тлі.